# Джозеф Бернс
Джозеф Бернс (англ. Joseph A. Burns) — американський астроном, спеціаліст з планетної динаміки. Професор Корнелльського університету з подвійною посадою в Школі машинобудування та аерокосмічної інженерії Сіблі і на астрономічному факультеті.

## Кар'єра
Бернс здобув ступінь доктора філософії в Корнелльському університеті в 1966 році. З 2003 по 2008 рік обіймав посаду проректора з науково-технічної роботи (Vice-Provost for Science and Engineering). З 1980 по 1997 ріку був редактором планетологічного наукового журналу Icarus. Був редактором книг «Планетарні супутники» (1977) і «Супутники» (1986). Був віце-президентом Американського астрономічного товариства, а також очолював його Відділ планетних наук і Відділ динамічної астрономії. Він є президентом комісії IAU з небесної механіки та динамічної астрономії. Бернс є членом AGU та AAAS, членом Міжнародної академії астронавтики та іноземним членом Російської академії наук.
Бернс найбільш відомий своїми теоретичними роботами з динамічної астрономії в Сонячній системі. У 1979 році Бернс остаточно пояснив вплив радіаційних сил на дрібні частинки в Сонячній системі. У 1998 році Бернс, Гладман, Ніколсон і Кавеларс спільно відкрили Калібан і Сікораксу, два супутники Урана. Бернс був членом команди аналізу зображень космічних місій Галілео і Кассіні.

## Нагороди та відзнаки
- Премія Гарольда Мазурського за заслуги в планетології Відділу планетних наук (1994)[11].
- Премія Брауера Відділу динамічної астрономії (2013)[12].
- На його честь названий астероїд 2708 Бернс, відкритий Едвардом Бовеллом у 1981 році[13][14].

## Колишні аспіранти
- Марк Шоволтер[15] (першовідкривач Пана, керівник вузла PDS Rings Node[en])
- Дуглас Гамільтон[16] (професор астрономії, Університет Меріленду)[17]
- Боб Колворд[18] (професор Університету Джеймса Медісона)[19]
- Бретт Гледмен[20] (професор Університету Британської Колумбії)[21]
- Ішан Шарма[22] (професор, Індійський технологічний інститут, Канпур)[23]